# Crossopalpus ambiguus
Crossopalpus ambiguus är en tvåvingeart som först beskrevs av Macquart 1827.  Crossopalpus ambiguus ingår i släktet Crossopalpus och familjen puckeldansflugor.
Artens utbredningsområde är Frankrike. Inga underarter finns listade i Catalogue of Life.